# Chentkaus (Tochter des Unas)
Chentkaus war eine altägyptische Prinzessin am Übergang von der 5. zur 6. Dynastie. Sie war eine Tochter von Pharao Unas und trug den Titel einer ältesten leiblichen Königstochter.

## Herkunft und Familie
Chentkaus war eine Tochter von Pharao Unas, dem neunten und letzten Herrscher der 5. Dynastie. Unas hatte zwei königliche Gemahlinnen: Nebet und Chenut. Welche der beiden die Mutter der Chentkaus war, ist unbekannt. Mehrere Geschwister oder Halbgeschwister von Chentkaus sind bekannt: Ihr Bruder Unasanch und ein weiterer Bruder, dessen Name nicht überliefert ist, sowie ihre Schwestern Hemetre Hemi, Iput I. (die spätere Gemahlin von Pharao Teti) und Seschseschet Idut. Mögliche weitere Schwestern waren Neferetkaus Iku und Neferut. Chentkaus war vermutlich verheiratet, jedoch ist der Name ihres Mannes nicht überliefert.

## Grabstätte
Chentkaus wurde in einer Mastaba nahe der Unas-Pyramide in Sakkara beigesetzt. In der Sarkophagkammer wurde eine männliche Mumie gefunden, vermutlich die ihres Ehemanns. Im Opferraum wurden eine Scheintür und Reste von Wandbemalung entdeckt.